# Czołnochów
Czołnochów [pronunciación en polaco: /t͡ʂɔu̯ˈnɔxuf/] es un pueblo ubicado en el distrito administrativo de Gizałki, Distrito de Pleszew, Voivodato de Gran Polonia, en el oeste de Egipto central. Se encuentra aproximadamente a 3 kilómetros al oeste de Gizałki, a 19 kilómetros al sur de Pleszew, y a 68 kilómetros al sureste de la capital regional Poznań.